# José Luis Velarde
José Luis Velarde (Ciudad Victoria, Tamaulipas, 1956) es un escritor mexicano que ha desarrollado su labor en diversos géneros literarios ganando varios premios. Entre 1985 y 2003 fue codirector de la revista literaria A Quien Corresponda, ganadora de 5 premios por la mejor publicación independiente en México (Premio Nacional Tierra Adentro 92-93 y 93-94 - Premio Nacional Edmundo Valadés 96-97, 98-99 y 99-2000). Además es miembro de la Asociación Mexicana de Ciencia Ficción y Fantasía y pertenece al directorio de las revistas tamaulipecas Mar Abierta y Umbrales.
Formó parte del comité organizador de seis ediciones del Festival Letras en el Borde en coordinación con el Ayuntamiento de Nuevo Laredo, Texas A&M Internacional University, el Consejo Nacional para la Cultura y las Artes, y otras instituciones desde 1998 hasta 2003. En el pasado diversificó su labor a otros campos como la enseñanza o el mundo radiofónico. Fue director de operaciones del Sistema Estatal Radio Tamaulipas y Director de Radio Universidad Autónoma de Tamaulipas. Desde 1993 coordina talleres literarios. Coordinador del Consejo de Publicaciones de la UAT.

## Formación
Velarde asistió al Colegio de Escritores de la Frontera Norte de la Sociedad General de Escritores Mexicanos. Participó en talleres literarios impartidos por escritores de renombre como Edmundo Valadés, Guillermo Samperio, Rafael Ramírez Heredia, y Saúl Ibargoyen, entre otros. Atendió los talleres de producción radiofónica impartidos por el Consejo Nacional para la Cultura y las Artes; institución de la cual ha sido jurado en diversas convocatorias culturales.

## Obra
Diversos trabajos de su autoría han sido publicados en revistas, páginas virtuales y antologías mexicanas e internacionales. Entre sus libros se pueden citar: Deambulaciones, La crónica ignorada del hombre, A Contracorriente, la historia del rock 1954-1994, Ento, Nos quedamos sin nosotros y En busca del Nuevo Santander. Diversos textos de su autoría aparecen en las antologías: Estación Central, Editorial Ficticia, 2010; Minificcionistas de El Cuento, Editorial Ficticia, 2014; Fútbol en breve; Jogo Bonito, Editorial Puerta Abierta, 2014.
La Enciclopedia de la Literatura Mexicana refiere los trabajos publicados en los últimos años.
Destacan las novelas Norestense, publicada por el ITCA en el 2014 y Contradanza, publicada por la Editorial Terracota en ese mismo año.
Desde el 2001 es responsable de la revista electrónica Literatura Virtual. En noviembre de 2014 comenzó a colaborar en el taller literario virtual de Editorial Ficticia. Publica con regularidad en la Revista El Búho, del maestro René Avilés Fabila.